# Serravalle Scrivia
Serravalle Scrivia là một đô thị ở tỉnh Alessandria trong vùng Piedmont của Italia, có vị trí cách khoảng 100 km về phía đông nam của Torino và khoảng 25 km về phía đông nam của Alessandria. Tại thời điểm ngày 31 tháng 12 năm 2004, đô thị này có dân số 6.073 người và diện tích là 16 km².
Đô thị Serravalle Scrivia có các frazioni (các đơn vị cấp dưới, chủ yếu là các làng) Crenna inferiore, Crenna superiore, và Libarna.
Serravalle Scrivia giáp các đô thị: Arquata Scrivia, Cassano Spinola, Gavi, Novi Ligure, Stazzano, và Vignole Borbera.